# グラディアトゥール
グラディアトゥール（Gladiateur、1862年 - 1876年）は、フランスで生まれた競走馬。イギリスで調教され史上2頭目、フランス産馬として初のイギリスクラシック三冠馬となり、「第2のエクリプス」と呼ばれた。ダービーステークスを制するなどイギリスで大活躍したことにより、フランスで国民的人気を博した。同国のパリロンシャン競馬場正門にはグラディアトゥールの銅像が建てられている。

## 経歴

### 誕生・幼少期
グラディアトゥールは1862年、フレデリック・ラグランジュ伯爵の所有する牧場で生まれた。出生後間もなく母親に右前脚を踏まれ、そのことが原因で繋ぎの腫れと球節の後ろにある骨の炎症（トウ嚢炎）を生涯にわたって抱えることになった。
ラグランジュは生産馬のうち活躍を期待できそうなものを当時競馬の先進国であったイギリスへ移送して調教を施し、そうでないものをフランスに残して調教を施す方針を持っていた。グラディアトゥールはイギリスへ移送されるグループに選ばれた。

### 競走馬時代

#### 1864年
グラディアトゥールは1864年10月11日にイギリスのニューマーケット競馬場で行われたクリアウェルステークス (Clearwell Stakes) でデビューし、勝利を収めた。その後10月14日のプレンダーガストステークス (Prendergast Stakes) で3着同着、10月24日のクライテリオンステークス (Criterion Stakes) では9ストーン2ポンドの斤量もあってか着外に敗れ、3戦1勝でこの年のシーズンを終えた。

#### 1865年
翌1865年の陣営はイギリスのクラシック競走第1戦・2000ギニーへの出走を決定。単勝（ウイン）7.0倍と言う低評価だったが、2着のアルキメデス (Archimedes) にクビ差先着し優勝した。この勝利はフランス産馬による初のイギリスクラシック競走制覇であった。グラディアトゥールの生産国フランスとイギリスとは当時政治的な敵対関係にあり、フランスの人々は同馬の勝利を祝う為、夜通し宴を催し盛大に行われたと伝えられている。
2000ギニー優勝後のグラディアトゥールの体調は良好で跛行を起こすこともほとんどなく、クラシック2戦目のダービーステークスへ向けて調整が進められた。レース前に前年のオークス優勝馬フュドレール（Fille de l'Air）と行った併せ馬では、同馬より3.6キロ重い斤量を背負いながら楽々と先着して見せた。施行時に流行した馬インフルエンザの影響で有力な対抗馬が出走しなかったこともあり単勝3.5倍の1番人気に支持されたグラディアトゥールは、タッテナムコーナーを10番手で通過する展開から追い込みを決めて優勝。イギリスクラシック二冠を達成した（史上7頭目、フランス産馬としては初）。馬主のラグランジュ伯爵がフランス皇帝ナポレオンの副将の息子であったこともあり、フランスの新聞はこの勝利を「ワーテルローの復讐」という見出しで報じた。イギリス競馬の象徴とも言えるダービーを制覇した事に民衆は歓喜し、同馬の勝利を祝う宴が何日も続いたといわれている。ダービーステークス制覇により、グラディアトゥールはフランスの英雄として扱われるようになった。一方、イギリスではフランスが自国のダービー（ジョッケクルブ賞）にイギリス生産馬の出走を認めないのは不公平だという意見が噴出したといわれている。
ダービーステークスを優勝したグラディアトゥールはその11日後の6月11日にフランスのロンシャン競馬場で行われる同国最大の競走であるパリ大賞典 (Grand Prix de Paris) に出走した。フランス国民は「英雄」の凱旋を歓迎し、ロンシャン競馬場にはおよそ15万の観客が訪れた。このレースでグラディアトゥールは2着馬に8馬身差の勝利を飾った。グラディアトゥールの勝利に沸く観客は馬場の柵を押し倒して馬場へなだれ込み、同馬を取り囲んで祝福した。その光景は日が落ちるまで続いたと伝えられている。
パリ大賞典優勝後、グラディアトゥールはイギリスへ戻った。7月25日のドローイングルームステークス（Drawing-Room Stakes、グッドウッド競馬場）を40馬身差で勝利し、翌26日のベンディンクメモリアルステークス (Bentinck Memorial) にも出走したが他に出走馬が集まらず、単走（ウォークオーヴァー）で勝利した。その後ヨーク競馬場のレースに出走する予定であったが跛行が悪化したため断念し、クラシック三冠最終戦のセントレジャーステークスが行われるドンカスターへ移送された。レース直前になっても跛行の状態は改善しなかったが陣営は出走を決断、グラディアトゥールはこのレースを右前脚以外の3本の脚で走ったといわれているが、オークス優勝馬レガリア (Regalia) に3馬身の着差をつけ優勝。史上2頭目、フランス産馬としては初のイギリスクラシック三冠馬となった。
セントレジャーステークス優勝の2日後の9月15日、グラディアトゥールは同じドンカスター競馬場で行われたドンカスターステークス (Doncaster Stakes) を優勝、その後フランスへ渡って9月24日のプランスアンペアル大賞典（Grand Prix du Prince Impérial、後のロワイヤルオーク賞）を勝ち、さらにイギリスへ戻ってニューマーケット競馬場で行われたニューマーケットダービー (Newmarket Derby) を優勝した。10月24日には同じニューマーケット競馬場でハンデキャップ競走のケンブリッジシャーステークスに出走したが着外に敗れた。このレースでグラディアトゥールに課された斤量は9ストーン12ポンドという重いものであった。

#### 1866年
1866年のグラディアトゥールは6戦6勝であった。まずニューマーケット競馬場で行われたダービートライアルステークス（Derby Trial Stakes、4月4日）とクラレットステークス（Claret Stakes、4月5日）を単走で勝利した。その後すぐにフランスへ移送され、ロンシャン競馬場で行われたアンペラトリス大賞典（Grand Prix de l'Imperatrice、後の Prix Rainbow。4月8日）とラクープ（4月15日）を連勝し、再度イギリスへ戻った。
5月31日には当時イギリスの古馬チャンピオン決定戦であったゴールドカップ（アスコット競馬場）に出走。このレースはグラディアトゥールが最も素晴らしいパフォーマンスを発揮したレースの一つであった。レガリアとブリーダルベイン (Breadalbane) から観客がもう駄目だと思うほど大きく離れた位置を追走していたグラディアトゥールは、直線手前で主戦騎手のハリー・グリムショーが指示を出すと一気に加速して2頭を抜き去り、最終的にはレガリアに40馬身の着差をつけて優勝した。
10月7日、グラディアトゥールはフランスの古馬チャンピオン決定戦・アンペルール大賞典 (Grand Prix de l'Empereur) に出走し、2着馬に3馬身の着差をつけ優勝。このレースを最後にグラディアトゥールは競走馬を引退した。なお、最後のレースとなったアンペルール大賞典は後に競走名をグラディアトゥール賞に改めた。

### 種牡馬時代
グラディアトゥールはフランスのノルマンディーにあるラグランジュ伯爵の牧場で種牡馬生活を開始した。しかしフランス第二帝政崩壊後ラグランジュ伯爵は財産の大半を失い、さらに1870年に普仏戦争が勃発して牧場がプロイセン王国の軍隊に接収されたことでグラディアトゥールを手放さざるを得なくなった。グラディアトゥールはイギリスの競走馬生産者であるウィリアム・ブレンキロンに5800ギニーで売却され、ニューマーケットの牧場で繋養されることになった。1871年にブレンキロンが死亡するとグラディアトゥールはセリ市に出品されてレイという名の軍人の手に渡り、その後さらにレイの友人に転売された。
1876年、右前脚のトウ嚢炎が悪化して立つこともままならなくなったグラディアトゥールは安楽死処分された。グラディアトゥールの種牡馬成績は期待を大きく裏切るもので、そのことが晩年の不遇に繋がったといわれている。

## 逸話
グラディアトゥールとは剣闘士の意味である。
グラディアトゥールは背が低くごつごつとした体つきの馬で、あまり見栄えのする体格の持ち主ではなかったといわれている。そのことを巡って次のような逸話が残されている。フランスで国民的人気を誇ったグラディアトゥールであったが、管理はイギリスの厩舎でなされていた。ある時グラディアトゥールを目にしようと厩舎を訪問したフランス人を調教師のジェニングスが案内した。ジェニングスが厩舎の中にいた一頭の馬を指差し、「これは私が競馬場に通う時に使う馬車馬です」と言うと、フランス人は「太っていて不様な馬だ。それよりもフランス生まれの英雄を見せてくれ」と答えた。するとジェニングスは「その不様な馬が英雄だ。フランス人がこんな冗談を真に受けるほど馬を見る目がないとは思わなかった」とフランス人を冷笑したという。

## 血統表
| グラディアトゥールの血統    | グラディアトゥールの血統                                                 | グラディアトゥールの血統                                                 | （血統表の出典）                                                         | （血統表の出典） |
| 父系                        | エクリプス系                                                             | エクリプス系                                                             | エクリプス系                                                             | [ § 2 ]          |
| 父 Monarque 1852 鹿毛       | 父の父The Emperor 1841 栗毛                                              | Defence                                                                  | Whalebone                                                                | Whalebone        |
| 父 Monarque 1852 鹿毛       | 父の父The Emperor 1841 栗毛                                              | Defence                                                                  | Defiance                                                                 |                  |
| 父 Monarque 1852 鹿毛       | 父の父The Emperor 1841 栗毛                                              | Reveller Mare                                                            | Reveller                                                                 | Reveller         |
| 父 Monarque 1852 鹿毛       | 父の父The Emperor 1841 栗毛                                              | Reveller Mare                                                            | Design                                                                   |                  |
| 父 Monarque 1852 鹿毛       | 父の母Poetess 1838 鹿毛                                                  | Royal Oak                                                                | Catton                                                                   | Catton           |
| 父 Monarque 1852 鹿毛       | 父の母Poetess 1838 鹿毛                                                  | Royal Oak                                                                | Smolensko Mare                                                           |                  |
| 父 Monarque 1852 鹿毛       | 父の母Poetess 1838 鹿毛                                                  | Ada                                                                      | Whisker                                                                  | Whisker          |
| 父 Monarque 1852 鹿毛       | 父の母Poetess 1838 鹿毛                                                  | Ada                                                                      | Anna Bella                                                               |                  |
| 母 Miss Gladiator 1854 鹿毛 | 母の父Gladiator 1833 栗毛                                                | Partisan                                                                 | Walton                                                                   | Walton           |
| 母 Miss Gladiator 1854 鹿毛 | 母の父Gladiator 1833 栗毛                                                | Partisan                                                                 | Parasol                                                                  |                  |
| 母 Miss Gladiator 1854 鹿毛 | 母の父Gladiator 1833 栗毛                                                | Pauline                                                                  | Moses                                                                    | Moses            |
| 母 Miss Gladiator 1854 鹿毛 | 母の父Gladiator 1833 栗毛                                                | Pauline                                                                  | Quadrille                                                                |                  |
| 母 Miss Gladiator 1854 鹿毛 | 母の母Taffrail 1845 青毛                                                 | Sheet Anchor                                                             | Lottery                                                                  | Lottery          |
| 母 Miss Gladiator 1854 鹿毛 | 母の母Taffrail 1845 青毛                                                 | Sheet Anchor                                                             | Morglana                                                                 |                  |
| 母 Miss Gladiator 1854 鹿毛 | 母の母Taffrail 1845 青毛                                                 | The Warwick Mare                                                         | Merman                                                                   | Merman           |
| 母 Miss Gladiator 1854 鹿毛 | 母の母Taffrail 1845 青毛                                                 | The Warwick Mare                                                         | Ardrossan Mare                                                           |                  |
| 母系(F-No.)                 | 5号族(FN:5-h)                                                            | 5号族(FN:5-h)                                                            | 5号族(FN:5-h)                                                            | [ § 3 ]          |
| 5代内の近親交配             | Whalebone S4×M5, Defiance S4×S5, Waxy S5×S5, Penelope S5×S5, Tramp S5×M5 | Whalebone S4×M5, Defiance S4×S5, Waxy S5×S5, Penelope S5×S5, Tramp S5×M5 | Whalebone S4×M5, Defiance S4×S5, Waxy S5×S5, Penelope S5×S5, Tramp S5×M5 | [ § 4 ]          |
| 出典                        | 1. 2. 3. 4.                                                              | 1. 2. 3. 4.                                                              | 1. 2. 3. 4.                                                              | 1. 2. 3. 4.      |